# Молекулярно-капілярна гіпотеза брикетування бурого вугілля
Молекулярно-капілярна гіпотеза брикетування бурого вугілля комплексно пояснює процес утворення брикетів, у якому беруть участь як молекулярні, так і капілярні сили.
І. Є. Святець та А. А. Агроскін встановили, що при брикетуванні на штемпельних пресах буровугільної сушонки крупністю 0-6 мм при оптимальній вологості 18-19 % у внутрішніх шарах частинок всіх класів крупності (від +6 до 0-1 мм) крім адсорбційно-зв'язаної вологи втримується також капиллярно-зв'язана волога. Потім вони визначили розміри капілярів у внутрішніх шарах підсушених часток кожної крупності, що перетерпіли різний ступінь підсушування і усадки, і необхідний зовнішній тиск для вижимання вологи з капілярів. При цьому було встановлено, що цей зовнішній тиск дорівнює оптимальному тиску пресування, що відповідає максимальної міцності брикетів із часток кожної крупності залежно від їхньої вологості.
Таким чином, в утворенні брикетів беруть участь як молекулярні, так і капілярні сили.
У процесі стиску вугільних часток при пресуванні в результаті взаємодії дотичних поверхонь відбувається спочатку їхнє зчеплення під дією всіх видів молекулярних сил. Інтенсивність дії молекулярних сил залежить від тиску до початку вижимання капілярної вологи та товщини плівки адсорбційно-зв'язаної води на поверхні часток, що зменшує дію молекулярних сил.
Волога, що потім вичавлює, з первинних капілярів внутрішніх шарів заповнює проміжки між частками, створюючи додаткові капілярні сили зчеплення. Міцність брикетів із частинок різної крупності буде залежати від вмісту капілярної вологи.
Найбільша міцність буде в брикетів із частинок розміром 1—3 мм, вміст капілярної вологи в яких оптимальний. Зі збільшенням крупності частинок міцність падає внаслідок надлишку капілярної вологи та ростискуючої дії водних плівок, а при зменшенні розміру часток (-1 мм) міцність знижується через недолік (дефіцит) капілярної вологи.
Молекулярно-капілярна гіпотеза більш правильно пояснює механізм утворення буровугільного брикету, підтверджена експериментальними дослідженнями й практикою.